# Deparia forsythii-majoris
Deparia forsythii-majoris là một loài dương xỉ trong họ Athyriaceae. Loài này được C. Chr. M. Kato mô tả khoa học đầu tiên năm 2009.